# Wallace Fard Muhammad
Wallace D. Fard, también conocido como Wallace Fard Muhammad (/ fəˈrɑːd /; supuestamente nacido el 26 de febrero de 1877-h. 1934), fue el fundador de la Nación del Islam. Llegó a Detroit en 1930 con un pasado oscuro y varios alias, y enseñó una forma idiosincrásica del islam a miembros de la población negra de la ciudad. En 1934, desapareció del registro público y Elijah Muhammad lo sucedió como líder de la Nación del Islam.

## Biografía
El FBI cree que Fard llegó a Estados Unidos de América en 1913, estableciéndose brevemente en Portland, Oregón. El 17 de noviembre de 1918 es arrestado por el Departamento de Policía de Los Ángeles por asalto a mano armada y puesto en libertad.
El 20 de enero de 1926 es arrestado, como Wallei Ford, por violar la  (Ley de la prohibición de California). El 15 de febrero de ese mismo año, vuelve a ser arrestado, esta vez por violar la State Poison Act (venta de narcóticos). El 28 de mayo es sentenciado a cumplir entre seis meses y seis años en la Prisión Estatal de San Quintín donde permanece internado del 12 de junio de 1926 al 27 de mayo de 1929, registrado como Wallie D. Ford, nacido en Portland, Oregón, hijo de Zared y Beatrice Ford, ambos nacidos en Hawái. 
Durante su estancia en prisión, recibe desde Los Ángeles una carta de Hazel E. Osburne, quien dice ser su mujer. En una entrevista con las autoridades estatales para obtener la libertad bajo palabra, Ford afirma que nació en Portland en 1891, donde permaneció hasta 1913, fecha en la que se trasladó a Los Ángeles, donde se casó a la edad de 26 años con Hazel Barton, con quien tuvo un hijo. Según el registro de nacimientos del Condado de Los Ángeles, el niño, llamado Wallace Dodd Ford, nació el 1 de septiembre de 1920 en el MacDonald Sanitarium. En ese mismo registro, aparece como padre Wallace Ford, de 26 años, nacido en Nueva Zelanda. De ser cierto, habría nacido en 1894.
Al salir de prisión, fue a Chicago y luego a Detroit como vendedor ambulante de seda. Pronto empezó a darse a conocer como una autoridad en la Biblia y como matemático. Cuando Elijah Muhammad lo conoce, se estaba haciendo pasar por un salvador y pregonaba que había nacido en la Meca, llegando a Estados Unidos el 4 de julio de 1930.
En 1933 salta un escándalo en torno a la Nación del Islam, a la que se acusa de estar envuelta en un sacrificio humano, que pudo haber ocurrido o no, pero que provocó que el 25 de mayo el Departamento de Policía de Detroit detuviese a Wallace Farad, como líder de la secta. El dice tener 33 años. Los informes oficiales afirman que Dodd admitió que sus enseñanzas eran "estrictamente un negocio" y que estaba "sacando de ello todo el dinero que podía". Las autoridades determinan que Wallei Ford, detenido por la policía de Los Ángeles, Wallie D. Ford, preso en San Quintín y Wallace Farad, detenido por la policía de Detroit, son la misma persona. En 1934 desapareció misteriosamente de Detroit, dejando a Elijah Muhammad al frente de la Nación del Islam y no se volvió a saber nada de él. 
En 1963 apareció un artículo en el San Francisco Examiner y en Los Angeles Examiner firmado por Ed Montgomery donde afirmaba que se había puesto en contacto con la mujer de Dodd, Hazel Barton (Hazel Dodd o Hazel Ford). Según el artículo, Dodd habría ido a Chicago después de dejar Detroit y se habría convertido en un viajante para un distribuidor de ventas por correo. Durante un tiempo el trabajo lo llevó por todo el Medio Oeste y, en primavera de 1934, habría vuelto a Los Ángeles en un coche nuevo e intentado reconciliarse sin éxito con Hazel. Permaneció en la ciudad durante dos semanas visitando frecuentemente a su hijo, vendió el coche y se embarcó rumbo a Nueva Zelanda.
El domingo 28 de febrero de 1968, Ed Montgomery escribió de nuevo sobre el tema. En el artículo decía que los musulmanes acusaban a las autoridades de haber alterado los registros para identificar a Farad con Dodd, en una campaña de desprestigio. Elijah Muhammad dijo que había puesto una recompensa de 100 000 dólares para aquel que pudiese aportar pruebas de que Farad y Dodd eran la misma persona. Diez días más tarde, la oficina de Chicago fue avisada de que la mujer de Farad y un pariente de sangre estaban preparados para establecer la verdad sobre la identidad de Farad. El dinero de la recompensa nunca se abonó y el asunto se olvidó. 
El artículo de Montgomery dice sobre la desaparición de Dodd: "Farad, volvió a su verdadero nombre, Dodd, y embarcó hacia Australia"